# Lucia Dumitrescu
Lucia Dumitrescu (n. 29 aprilie 1990, Buzău) este o cântăreață română de muzică pop.
A absolvit: Facultatea de Psihologie și Științele Educației, Masterul de „Evaluarea, consilierea și psihoterapia copilului, cuplului, familiei” din cadrul Universității din București, Facultatea de Muzică, Colegiul Național „Iulia Hașdeu” din București, și a câștigat numeroase premii la diverse competiții muzicale naționale și internaționale.
Are numeroase apariții radio/TV și în diferite publicații muzicale. 
A prezentat numeroase emisiuni de copii la Radio România Cultural în colaborare cu Daniel Horhocea. 
A făcut parte din orchestra emisiunii „O la la” de la Pro TV.   
Lucia Dumitrescu a făcut parte din echipa care s-a deplasat la Moscova pentru a reprezenta România în 2009 la concursul Eurovision. Ea a fost selectată pentru a susține vocea de fundal la piesa The Balkan Girls interpretată de Elena Gheorghe. 
În anul 2010 s-a calificat în finala Selecției Naționale cu piesa See You in Heaven, Michael.
Din anul 2010 prezintă emisiunea Top Românesc, difuzată la Radio România Actualități, alături de Titus Andrei.
Este solista trupelor Blue Motors, Cardinal Show Orchestra, Trupa Arena.

## Activitate muzicală

### Festivaluri naționale
2010 – Festivalul Național ”Mamaia 2010” – Premiul I la secțiunea creație, cu piesa „La umbra ta”, compusă de Robert Anghelescu și Dragoș Dincă (Proconsul)
2010 – Participare la Selecția Națională «EUROVISION» cu piesa «See you in Heaven, Michael», compozitor Mircea Romcescu
2007 – Festivalul Național Mamaia 2007 TROFEUL FESTIVALULUI
2007 – Festivalul Național Mamaia 2007  Premiul I
2007 – Festivalul Național Mamaia 2007  Premiul de excelență Radio România pentru interpretare 
2007 – Festivalul Callatis Premiu de excelență Radio România pentru merite deosebite în muzica ușoară românească pentru copii și tineret
2007 – Festivalul Național Nufărul alb –  Tulcea PREMIUL I
2007 – Festivalul Național Ghiocelul de aur – Alexandria – TROFEUL FESTIVALULUI
2006 – Festivalul Național Iulian Andreescu–  Tr.Severin – TROFEUL FESTIVALULUI 
2006 – Festivalul Național Aurelian Andreescu– București – PREMIUL I
2006 – Festivalul Național Cântecul Orașului- Rm. Sarat(Buzău) – PREMIUL I
2006 – Festivalul Național Amara 2006 – PREMIUL I
2006 – Selecția Națională Eurovision, alături de Laurențiu Cazan, cu piesa “I belive in my star”,  LOCUL IV
2006 - Festivalul Național  Constelații dunărene - Galați - PREMIUL I
2005 –  Festivalul Național  Dan Spătaru - Medgidia - TROFEUL FESTIVALULUI (acompaniamentul susținut de orchestra condusă de Viorel Gavrilă)
2005 – Festivalul Național  Sulina 2005 - TROFEUL FESTIVALULUI
2004 – Festivalul Național Sulina 2004 - PREMIUL I
2004 – Festivalul Național de interpretare Delfinul de aur – Năvodari, TROFEUL FESTIVALULUI.
2004 –  Festivalul Național de interpretare "Ursulețul de aur" – Baia Mare, TROFEUL FESTIVALULUI.
2004 – Emisiunea-concurs Fresh Club (acompaniamentul susținut de trupă) – PREMIUL II
2002 -  Festivalul Național Steluțele mării Năvodari, PREMIUL I
2001 -  Festivalul Național "Mamaia copiilor", PREMIUL I
2001 -  Trofeul emisiunii-Concurs Ploaia steluțelor TVR (a imitat-o pe Whitney Houston, interpretând piesa “I will aways love you”)
2001 -  Festivalul Ti amo - Onești (Romania) -  PREMIUL I
2000 -  Festivalul Ti amo - Onești (Romania) -  PREMIUL III.
1999 -  Membră a grupului „Școala Mini-vedetelor”, activitate artistică care s-a defășurat la PrimaTV și TVR sub îndrumarea lui Titus Munteanu și a Danei Mladin.
1999 -  Festivalul de muzică ușoară pentru copii "Steluțele mării"- Constanța -  PREMIUL II.
1999 -  Festivalul Ti amo-Onești - PREMIUL I
1998 -  Festivalul de muzica usoara pentru copii Ti amo-ONESTI - MENTIUNE
1998 -  Festivalul de muzică ușoară pentru copii „Ursulețul de aur- Baia Mare - PREMIUL I 
1997 -  Festivalului de muzică ușoară pentru copii   Ursulețul de aur- Baia Mare , PREMIUL I (debut muzical)

### Festivaluri internaționale
2007 – Festivalul Internațional „Vocea Asiei” – Astana (Kazakstan) – Premiul pentru cea mai bună interpretare a piesei din repertoriul kazah.
2007 – Festivalul Internațional Școlar „Anapie” – San Nicandro Garganico (Italia) – PREMIUL I
2006 – Festivalul Tinereții International – Costinești (România) – PREMIUL I (creație, împreună cu compozitorul George Natsis pentru piesa „Te-am iubit cu adevărat”)
2006 – Festivalul Internațional „Cesme” – Izmir (Turcia) – PREMIUL III
2005 – Festivalul Tinereții Internațional  – București (România) PREMIUL I(interprtare) & PREMIUL I (creație – împreună cu compozitorul George Natsis pentru piesa „E Prima Iubire”.
2005 – Festivalul Internațional Balkan Festival - Turcia – Premiu pentru cea mai bună voce și cea mai bună prestație scenică oferit de Academia de Muzică și arte din Turcia.
2005 –  Festivalul Internațional al Nilului de Cântece Pentru Copii din Egipt - Premiul I alături de compozitorul Cornel Fugaru pentru piesa „Good bye my friend for ever”.
2004 –  Festivalul Internațional "Steaua de aur” (România), (secțiunea interpretare, adolescenți) - Cântecul "I love you' – Trofeul festivalului. În urma obținerii acestui premiu a fost declarată de către ziarul “Jurnalul National” - OMUL ZILEI - deoarece a reușit să păstrez in România trofeul festivalului pentru a doua oară .
2003 -  Festivalul internațional Slavianski Bazaar (Belarus), PREMIUL II, interpretare.
2003 – Festivalul Internațional al Nilului de cântece pentru copii (Egipt), Premiul I (secțiunea creație) împreună cu compozitorul Cornel Fugaru pentru piesa “I belive”.
2003 -  Festivalul "Veo-Veo” (Spania) PREMIUL I - interpretare.
2001 -  Festivalul internațional "Veo-Veo" (Spania), PREMIUL II al festivalului PREMIUL I – interpretare.
2001 –Festivalul Internațional Steaua de aur- București (România), împreună cu compozitorul Marius Țeicu, cu piesa “Dacă vreau aprind o stea”- TROFEUL